# Municipio de Jackson (condado de Union, Ohio)
El municipio de Jackson (en inglés: Jackson Township) es un municipio ubicado en el condado de Union en el estado estadounidense de Ohio. En el año 2010 tenía una población de 966 habitantes y una densidad poblacional de 13,29 personas por km².

## Geografía
El municipio de Jackson se encuentra ubicado en las coordenadas 40°28′48″N 83°19′32″O / 40.48000, -83.32556. Según la Oficina del Censo de los Estados Unidos, el municipio tiene una superficie total de 72.69 km², de la cual 72,25 km² corresponden a tierra firme y (0,6 %) 0,44 km² es agua.

## Demografía
Según el censo de 2010, había 966 personas residiendo en el municipio de Jackson. La densidad de población era de 13,29 hab./km². De los 966 habitantes, el municipio de Jackson estaba compuesto por el 98,96 % blancos, el 0,1 % eran asiáticos y el 0,93 % eran de una mezcla de razas. Del total de la población el 0 % eran hispanos o latinos de cualquier raza.